# Venus Awards 1997
Die Venus Awards 1997 waren die erste Verleihung des deutschen Pornofilmpreises Venus Award. Sie fand in Berlin im Rahmen der Erotikmesse Venus Berlin statt.
Es wurden Preise in 20 Kategorien sowie drei Ehrenpreise vergeben. 

## Preisträger
- Top Seller (USA) – Dragon Lady
- Top Seller (Europa) – Private Stories
- Bester Film (USA) – Clockwork Orgy
- Bester Film (Europa) – Le Prix dela Luxure
- Beste Regie (USA) – Max Hardcore
- Beste Regie (Europa) –  Mario Salieri
- Bester Darsteller (USA) – Valentino
- Bester Darsteller (Europa) – Rocco Siffredi
- Beste Darstellerin (USA) – Rebecca Wild
- Beste Darstellerin (Europa) – Sarah Young
- Top Seller (Gay) – Club Paradise
- Beste Regie (Gay) – Jean Daniel Cadinot
- Bester Film (Gay) – Anchor Hotel
- Top Seller (Deutschland) – Lydia P (Magma)
- Bester Film (Deutschland) – Top Mission (XY)
- Beste Kamera (Deutschland) – Lars Gordon
- Beste Serienregie (Deutschland) – Harry S. Morgan
- Beste Regie (Deutschland) – Dino Baumberger
- Bester Darsteller (Deutschland) – Steve Vincent
- Beste Darstellerin (Deutschland) – Kelly Trump
- Ehren-Venus für besondere Verdienste (männlich) – Jean Pierre Armand
- Ehren-Venus für besondere Verdienste (weiblich) – Dolly Buster
- Ehren-Venus für das Lebenswerk – Beate Uhse